# ريمي غاردنر
ريمي غاردنر (بالإنجليزية: Remy Gardner)‏ مواليد 24 فبراير 1998 في سيدني، هو متسابق دراجات نارية أسترالي. نافس في الجائزة الكبرى للدراجات النارية في فئة موتو 3 وبدأ فيها سنة 2014.

## النتائج

### سباق الجائزة الكبرى للدراجات النارية

#### حسب الموسم
| الموسم | الفئة  | الدراجة  | السباق | الفوز | المنصة | الإنطلاق | أسرع لفة | النقاط | الترتيب |
| ------ | ------ | -------- | ------ | ----- | ------ | -------- | -------- | ------ | ------- |
| 2014   | موتو 3 | كي تي إم | 3      | 0     | 0      | 0        | 0        | 1      | 32      |
| 2015   | موتو 3 | ماهيندرا | 18     | 0     | 0      | 0        | 0        | 6      | 30      |
| إجمالي |        |          | 21     | 0     | 0      | 0        | 0        | 7      |         |

#### السباقات حسب السنة
| السنة | الفئة  | الدراجة  | 1        | 2             | 3            | 4          | 5          | 6          | 7           | 8         | 9          | 10         | 11      | 12          | 13              | 14       | 15           | 16          | 17         | 18          | مركز. | نقاط |
| ----- | ------ | -------- | -------- | ------------- | ------------ | ---------- | ---------- | ---------- | ----------- | --------- | ---------- | ---------- | ------- | ----------- | --------------- | -------- | ------------ | ----------- | ---------- | ----------- | ----- | ---- |
| 2014  | موتو 3 | كي تي إم | قطر      | الأمريكتان    | الأرجنتين    | إسبانيا    | فرنسا      | إيطاليا    | كتالونيا    | هولندا    | ألمانيا    | إنديانا    | تشيك    | بريطانيا    | سان مارينو 27   | أرغون    | اليابان      | أستراليا 26 | ماليزيا 15 | بلنسية      | 32    | 1    |
| 2015  | موتو 3 | ماهيندرا | قطر ل.ين | الأمريكتان 18 | الأرجنتين 19 | إسبانيا 25 | فرنسا ل.ين | إيطاليا 23 | كتالونيا 25 | هولندا 26 | ألمانيا 23 | إنديانا 17 | تشيك 17 | بريطانيا 17 | سان مارينو ل.ين | أرغون 19 | اليابان ل.ين | أستراليا 10 | ماليزيا 22 | بلنسية ل.ين | 30    | 6    |

## روابط خارجية
- ريمي غاردنر على موقع MotoGP.com (الإنجليزية)
- ريمي غاردنر على موقع WorldSBK.com (الإنجليزية)
- ريمي غاردنر على موقع AS.com (الإسبانية)